# Neolindbergia rigida
Neolindbergia rigida är en bladmossart som beskrevs av Fleischer 1908. Neolindbergia rigida ingår i släktet Neolindbergia och familjen Pterobryaceae. Inga underarter finns listade i Catalogue of Life.